# Рачибуж
Рачѝбуж (на полски: Racibórz; на немски: Ratibor; на чешки: Ratiboř) е град в Южна Полша, Силезко войводство. Административен център е на Рачибужки окръг. Обособен е в самостоятелна градска община с площ 75,01 км2.

## География
Градът е разположен край двата бряга на река Одра, близо до границата с Чехия. Отстои на 76,1 км югозападно от войводския център Катовице, на 78,7 км югоизточно от град Ополе, на 27 км западно от град Рибник и на 37,3 км северно от чешкия град Острава.

## История
Градът е историческа столица на Горна Силезия.

## Население
Според данни от полската Централна статистическа служба, към 1 януари 2014 г. населението на града възлиза на 55 930 души. Гъстотата е 746 души/км2.

## Административно деление
Административно градът е разделен на 11 района (джелници).
- Бжеже
- Марковице
- Медоня
- Нове Загроди
- Оструг
- Очице
- Плоня
- Стара Веш
- Судул
- Студженна

## Спорт
Градът е дом на женския елитен футболен клуб РТП Уния (Рачибуж).

## Побратими градове
Към 7 август 2017 година Рачибуж има сключени договори за партньорство със седем града и един градски район.
| - Калининград, Русия - Кенджежин-Кожле, Полша - Леверкузен, Германия - Опава, Чехия | - Рот, Германия - Тисмениця, Украйна - Зугло, район на Будапеща, Унгария - Вилньов д'Аск, Франция |

## Фотогалерия
- Замък
- Кула „Венженна“
- Църква „Св. Дух“
- Църква „Св. Богородица“
- Сградата на съда